# HD 115337
HD 115337 är en dubbelstjärna i den norra delen av stjärnbilden Giraffen. Den har en skenbar magnitud av ca 6,25 och är mycket svagt synlig för blotta ögat där ljusföroreningar ej förekommer. Baserat på parallaxmätning inom Hipparcosuppdraget på ca 4,8 mas, beräknas den befinna sig på ett avstånd på ca 680 ljusår (ca 210 parsek) från solen. Den rör sig närmare solen med en heliocentrisk radialhastighet på ca -9 km/s.

## Egenskaper
HD 112028 är en orange till gul superjättestjärna av spektralklass K0 Ib. Den har en radie som är ca 14 solradier och har ca 156 gånger solens utstrålning av energi från dess fotosfär vid en effektiv temperatur av ca 5 100 K.
HD 112028 en mycket svagare huvudseriestjärna av spektralklass A8 som följeslagare.